# Le avventure di Bernie
Le avventure di Bernie (Les aventures de Bernie) è una serie animata francese prodotta da Xilam, spin-off di Zig & Sharko. Viene trasmessa sul canale YouTube dal 26 novembre 2021 con 30 episodi della durata di 3 minuti. In Italia va in onda su K2 dal 3 ottobre 2022. È inoltre disponibile su TIMVISION.

## Trama
Dopo che non è riuscito ad aiutare Zig a mangiare Marina, il paguro Bernie si perde in fondo all'oceano e cerca tutti i piani per tornare sull'isola.

## Episodi
| Stagione       | Episodi | Prima TV Francia | Prima TV Italia |
| -------------- | ------- | ---------------- | --------------- |
| Prima stagione | 30      | 2021             | 2022            |

## Personaggi

### Principali
- Bernie: è un paguro. È un piccolo genio tecnologico, che compie tutti i suoi piani per tornare sull'Isola D.
- Nora: è una rana pescatrice allegra e dolce dell'oceano insieme a molti altri animali marini locali.
- Barbara: è un'esploratrice, avventuriera, subacquea e amante della natura, ama viaggiare per mare.
- Georges: è uno splendido granchio elmo che vive nell'oceano con molti altri animali marini locali.
- Kraken: è una medusa: È avaro ed egocentrico. Si sarebbe precipitato attraverso il mare dell'oceano, alla ricerca di qualcosa da rubare e riportare nella sua dimora. Inoltre, prova disgusto se qualcuno reclama i suoi oggetti.